# Сурёнский район
Сурёнский район — административно-территориальная единица в составе Центрально-Чернозёмной области, существовавшая в 1928—1933 годах. Центр — село Юрловка.
Сурёнский район был образован в 1928 году в составе Козловского округа Центрально-Чернозёмной области. 30 июля 1930 года в связи с ликвидацией окружной системы в СССР Сурёнский район перешёл в прямое подчинение Центрально-Чернозёмной области.
1 февраля 1933 года Сурёнский район был упразднён. При этом его территория была распределена так:
- в Никифоровский район — Дубровский, Ивановский, Лебедевский, Мацневский, Машково-Сурёнский, Никольский, Терский, Туровский и Юрловский сельсоветы
- в Шехманский район — Галицинский, Дмитриевский, Красносельский и Песчанский с/с